# Теория заговора о нападении на Перл-Харбор

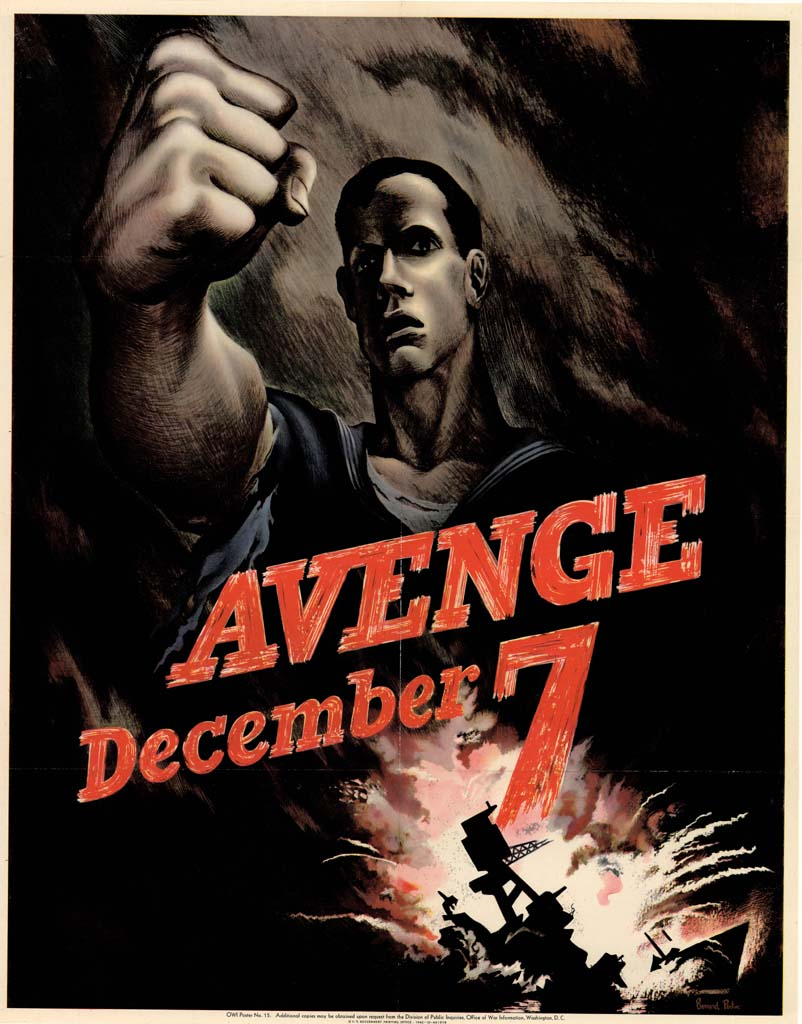
Американский пропагандистский плакат, призывающий к мести за нападение на Перл-Харбор (1942)

Теория заговора об атаке на Перл-Харбор — совокупность аргументов в пользу того, что официальные лица в правительстве США заранее знали о нападении Японской империи на американскую базу в Перл-Харборе 7 декабря 1941 года. С момента нападения многочисленные исследователи вели споры о том, как и почему Соединенные Штаты Америки были застигнуты врасплох; информированность отдельных политиков и чиновников также стала предметом дебатов. Началом данной теории заговора стало выступление в сентябре 1944 года соучредителя общества «Первый комитет Америки» Джона Флинна, в котором он предложил контр-нарратив о нападении; затем он опубликовал буклет в 46 страниц под названием «Правда о Перл-Харборе» (The Truth about Pearl Harbor). Впоследствии теория Флинна (о попытки администрации президента Франклина Рузвельта «втянуть» США во Вторую мировую войны «через чёрный ход») получила продолжение в серии работ американских писателей и военных. По состоянию на начало XXI века, теория заговора о Перл-Харборе отвергается большинством академических историков как бездоказательная, однако отдельные элементы данной версии имеют поддержку правительства Японии.

## История

### Формирование
События в Перл-Харборе «обросли мифологией», частью которой стала и теории заговора. Президент Рузвельт оказался в центре внимания сторонников данной теории. Так, после начала войны с Японской империей в США распространился слух о том, что президент был полностью осведомлен о предстоящем нападении, но позволил ему произойти; согласно этой версии событий, Рузвельт искал веский повод для вступления в войну против держав «оси». Комментарий Рузвельта накануне нападения «это означает войну» считался (и продолжает считаться) «доказательством» для данной идеи — несмотря на то, что опубликованные источники о данном заявлении не содержали никаких упоминаний о базе в Перл-Харборе.
Началом теории заговора стало выступление в сентябре 1944 года соучредителя общества «Первый комитет Америки» Джона Флинна, в котором он предложил контр-нарратив о нападении; затем он опубликовал буклет на 46 страницах под названием «Правда о Перл-Харборе» (The Truth about Pearl Harbor). Теории заговора получила развитие в книге историка Чарлза Бирда «President Roosevelt and the coming of war», вышедшей в Издательстве Йельского университета в 1948 году. В данной работе Бирд обвинил Рузвельта в том, что президент «втянул» Соединенные Штаты в новую войну. Бирд, ранее потерявший свою академическую позицию в Колумбийском университете из-за протеста против вступления США в Первую мировую войну, прямо не обвинял Рузвельта в участии в заранее подготовленное нападение на Перл-Харбор, он намекал, что президент сознательно допустил данную атаку. Бирд, ранее известный своей способностью к привлечению широкой экономической перспективы в описание исторических событий, на этот раз «увлёкся демонстрацией персональной ответственности» Рузвельта.
Работа Бирда получила продолжение во влиятельном сочинении историка Уильяма Уильямса (William Appleman Williams) «The Tragedy of American Diplomacy», вышедшей в 1959 году. Уильямс видел экономические интересы США как ключ к поминанию новой «глобалистской» позиции Америки и возложил значительную часть вины за Перл-Харбор на сами Соединенные Штаты. Он утверждал, что нападение стало «сочетанием американского высокомерия и небрежности с японским великолепием»: атака была вызвана экспансионистским давлением со стороны «корпоративной экономической системы» США.

### Роль Черчилля
В начале 1980-х годов в мире распространилась ещё одна теория заговора: в соответствии с новой версией, британский премьер-министр Уинстон Черчилль заранее знал о нападении Японии на Перл-Харбор, но намеренно скрыл данную информацию от Рузвельта. Сторонники данной точки зрения полагали, что Черчилль надеялся гарантировать, что США вступят в войну против Германии. Они также считали, что британской разведке удалось добиться значительного прогресса во взломе японского кода JN-25 до удара по Перл-Харбору.
В 1999 году журналист Роберт Стиннетт (Robert Stinnett) внёс заметный вклад в теорию заговора, опубликовав книгу «Day of Deceit: The Truth About FDR and Pearl Harbor», содержащую новые обвинения против Рузвельта. Стиннетт полагал, что Рузвельт был осведомлён о нападении, поскольку американская разведка перехватили радиосообщения с кораблей, приближавшихся к Оаху. В своей работе Стиннетт не обсуждал, что американские посты прослушивания полагали, что радиосообщения исходили от японских авианосцев и линкоров, находившихся в японских водах. Стиннетт также не принял во внимание тот факт, что SIS смогла прочитать перехваченные документы только после марта 1942 года: представленные им переводы были во многих случаях расшифрованы уже после окончания войны.
Версия Стиннетта подверглась резкой критике наиболее авторитетными исследователями в США, но была поддержана сторонниками теории заговора — включая целый ряд японских исследователей. Поскольку работа Стиннетта появилась в эпоху Интернета, она вызвала диаметрально противоположные мнения и у читателей, использующих онлайн-магазины Amazon и Barnes & Noble: если ряд читателей полагал, что «великая» книга Стиннетта «наконец раскрывает истинный дьявольский и оппортунистический характер Рузвельта», то другие предлагали переместить книгу в раздел «фэнтези».

### Позиция японского правительства
По данным на 2016 год, на экспозиции в военном музее Юшукана (Yūshūkan) в Токио посетителям сообщалось, что целью Рузвельта было присоединиться к Великобритании в войне против Третьего рейха. Поскольку для этого президенту требовалось преодолеть сопротивление изоляционистов в американском Конгрессе США, он ожидал, что провокация Японии и американо-японская война неизбежно приведут к объявлению войны Германией. По мнению организаторов данной выставки, Рузвельт специально использовал «резкий тон» в ноте Халла, чтобы Япония не могла уступить данным требованиям и пожертвовать «плодами» своей политики территориальной экспансии: «кровавые потери» японских солдат в Китае были бы совершенно напрасными. Музей сообщает, что «загнанной в угол» экономическими санкциями и ультиматумом Халла, Японской империи ничего не оставалось, кроме как перейти в наступление на США. Посредством нападения на Перл-Харбор, спровоцированного самими американцами, Рузвельт достиг своих целей, сумев вовлечь США в войну «через чёрный ход» (англ. «Back Door» theory). Версия, возлагавшая вину за Перл-Харбор и начало войны в Тихом океане на США и их президента, пользовалась значительной популярностью в послевоенной Японии.
Теории заговора о Перл-Харборе постоянно получали новых сторонников и расширяли список участников. Поскольку теории заговора позволяли простым американцам верить в то, что они («их президент») всегда всё контролировали, подобные теории пользовались успехом. Сторонники теории заговора могли «сохранять непоколебимую веру во всемогущество и непогрешимость США как мировой державы». Сенсационность «измены» Рузвельта стимулировала его критиков присоединяться к сторонникам заговора. Авторы подобных работ всегда имели спрос на свои книги, в которых снова и снова «раскрывалась шокирующая правда» об атаке.
В Японии XXI века — особенно, в ультранационалистических кругах — теории заговора, указывавшие на Рузвельта как на ключевого «заговорщика», также приветствовались. Подобные теории снимали ответственность с правительства Японской империи за мировую войну, хотя такая ответственность и была возложена на Японию в ходе Токийского процесса — постановившего, что власти империи прямо нарушили Гаагскую конвенцию 1907 года.